# 三角仔清保宮
清保宮是臺灣臺南市學甲區明宜里境內的一間廟宇，該廟位於傳統學甲十三庄學甲中社庄頭中的三角仔聚落，也是該聚落的角頭廟宇，主祀為清水祖師，陪祀有保生大帝、中壇元帥、黑虎大將等神祇。也因清保宮是十三庄中的47角頭之一，同時也是中社三角仔聚落的角頭廟，故而是學甲慈濟宮上白礁謁祖與學甲刈香的基本參與廟宇之一。此外，在學甲慈濟宮董事代表的8個選舉區中，三角仔清保宮屬於學甲中角選區，原來廟位於西明里之中，而臺南因縣市合併之故於2006年2月1日實施行政區域調整，西明與宜民兩個里合併成明宜里，目前則歸屬在明宜里境內。

## 建廟沿革
三角仔（子）角頭奉祀清水祖師起始約於清嘉慶年間，起初神祇金身乃由三角仔（子）聚落的王氏先祖王際吉所供奉，是屬於供俸於私人家中的神祇。然而一開始的祭祀是由王助人及其家族後代，即王氏的第一、二、四、六、七房等後人，每年以擲筊方式選出當值爐主的方式，將神尊供奉於各當年輪值爐主的家中。後因家族與信徒日漸增多甚而遍及了整個庄頭，故於1977年信徒們倡議金尊須有固定場所以供大眾參拜，於是便開始於庄內收丁錢並同時接受各方捐款，且於同年十一月動土建廟，歷經一年多的募款與興建，時至1979年六月完工，初始之際定廟名為清尚寺，然此時仍是以家壇（即所謂私人壇）的形式供俸神尊。 
及至1984年時因在參與上白礁活動時，學甲慈濟宮保生大帝鑾駕蒞臨清尚寺，在恭迎聖駕中經擲筊請示大帝後，大帝以筊示廟名需再行更改，其後便改為今日的清保宮。日後為讓廟宇更具莊嚴，於1985年再次進行重建修飾，新建的廟體外觀所呈現為較具廟宮的形式，新廟於1986年農曆6月完工，廟宇外觀即為目前之風貌。

## 軼事
學甲慈濟宮的上白礁與刈香活動中，一些角頭廟皆有其專屬的藝陣或者陣頭，而三角仔清保宮的陣頭藝閣主題為八仙過海，藝閣造形為一艘原木龍舟，上面乘坐著由八個神童扮演的八仙人物。而由於藝陣的造型別具風格，加上人物形象頗受歡迎，因而此藝陣曾榮過過一次刈香活動的陣頭冠軍頭銜。另外，清保宮也創新八家將的成員，成立孩童八家將團，訓練孩童來扮演八家將，也成為一個特別的地方宮廟特色。
通常大眾對於清水祖師的聖誕多認為是在農曆一月初六，然而三角仔地區的祖師信徒們，卻將聖誕訂為農曆的六月廿六日，並且祝壽祭典也以此日傳承舉行。此外，一般所常見清水祖師的服飾款式，幾乎都以穿福田樣式的袈裟呈現，然而三角仔（子）清保宮的清水祖師穿卻是龍袍袈裟，這淵源於一個小故事，即三角仔清保宮因有一些各處的子館，其中一間子館刻意訂製一件龍袍型的袈裟贈送祖廟，並且也以此袈裟用作對祖廟的紀念信物。

## 相簿
- 空照圖
- 正面照片
- 廟前等待上白礁隊伍的工作人員
- 主祀清水祖師
- 祖師略傳及沿革碑
- 維基小鎮地標2維彩色條碼瓷牌

- 藝閣車
- 藝閣車前冠疏
- 2025年上白礁遊行隊伍序號
- 兒童扮演八仙
- 藝閣車側面
- 船尾